# زوک موبایل
زوک موبایل (انگلیسی: ZUK Mobile) یک شرکت چینی گوشی‌های هوشمند و اینترنت است و در می ۲۰۱۵ تأسیس شد و مقر آن در پکن است. زوک موبایل برای محصولات خود زوک زد۱ و زوک زد۲ از سیستم‌عامل متن باز سیانوژن مد استفاده می‌کند.